# Saint-Aubin (Friburgo)
Saint-Aubin é uma comuna da Suíça, localizada no Cantão de Friburgo, com 1.391 habitantes, conforme o censo de 2010 . Estende-se por uma área de 7,88 km², de densidade populacional de 176 hab/km². Confina com as seguintes comunas: Avenches (VD), Delley-Portalban, Domdidier, Missy (VD), Vallon e Villars-le-Grand (VD).
A língua oficial nesta comuna é o francês.

## Idiomas
De acordo com o censo de 2000, a maioria da população fala francês (88,9%), sendo o alemão a segunda língua mais comum, com 6,1%, e o albanês a terceira, com 1,5%.